# Ramm

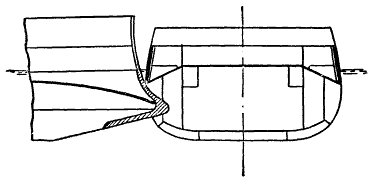
Ramm

Ramm är en på förstäven av en båt framspringande spets som är avsedd att vid en stöt riva upp/ krossa bottnen på ett fientligt fartyg.

## Äldre historia
Redan under antiken var krigsfartyg utrustade med ett slags ramm, som bestod av en eller flera i närheten av vattenlinjen på förstäven fästade spetsar som var skodda med koppar eller järn. Themistokles, som sägs ha lärt grekerna användningen av ramm, angrep med denna det fientliga fartyget tvärs på sidan för att genast sänka det, eller också styrde han längs sidan av det för att bryta av dess åror. Denna taktik lär i väsentlig mån ha bidragit till hans seger i slaget vid Salamis (480 f.Kr.), och rammen fick med fog anseende att vara fartygets viktigaste vapen.

## 1800- och 1900-talet

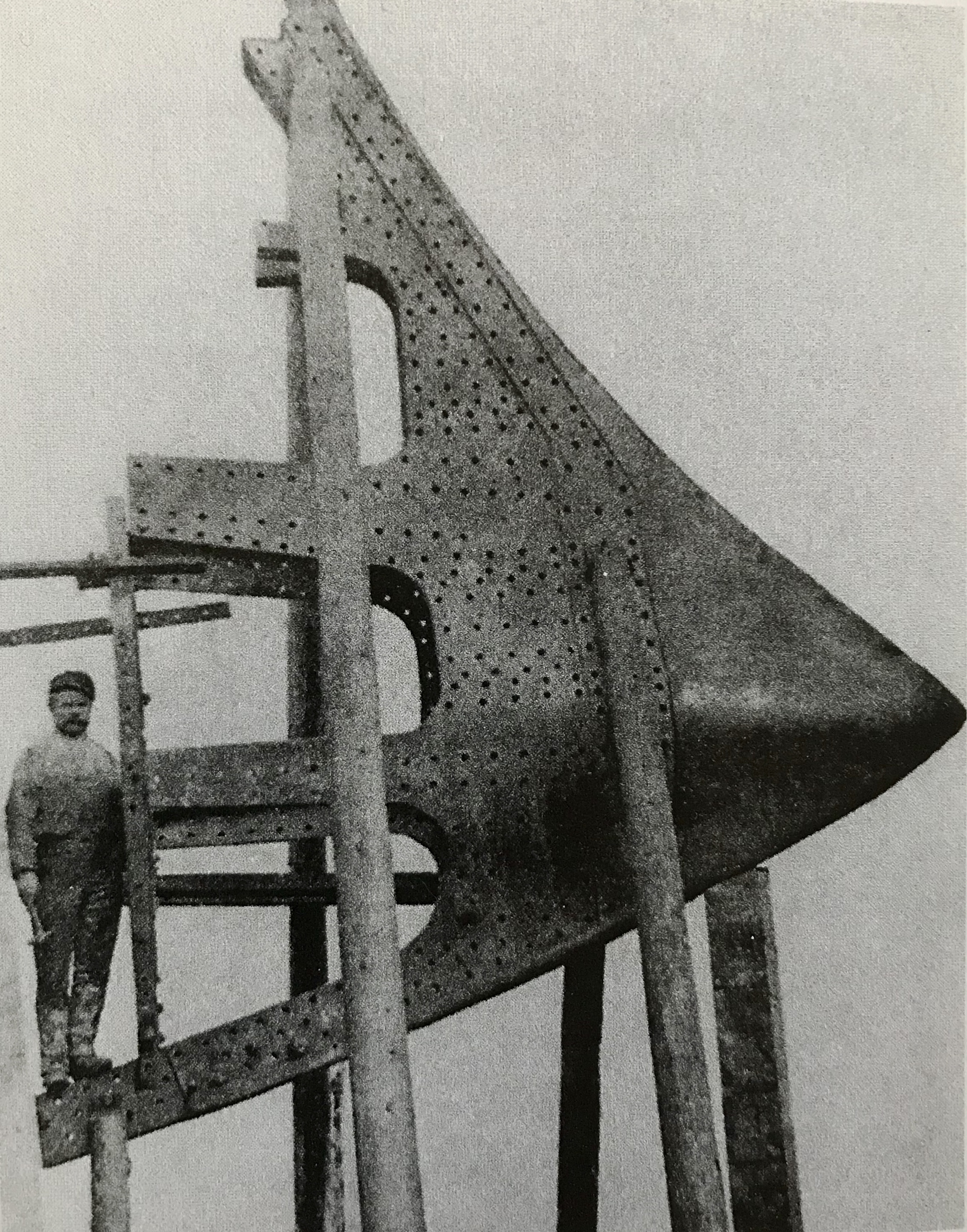
Det svenska pansarskeppet Thules över nio ton tunga ramm.

Under 1800-talets senare del åtnjöt rammen – delvis som en följd av erfarenheterna från sjöslaget vid Lissa (1866), där talrika stävanfall företogs – stort anseende som ett vapen, som snabbt och säkert kunde avgöra striden, när det fördes av en skicklig fartygschef. Pansarfartyg och kryssare, som var tillräckligt starkt byggda för att kunna uthärda påfrestningarna vid en ramning, utrustades därför allmänt med ramm. Dennas obestridliga fördelar motvägdes dock såväl av svårigheten att utföra en lyckad ramning mot en motståndare i manöverdugligt skick som av den överhängande risken att i händelse av även endast en mycket liten felbedömning,  själv bli rammad. Artilleriets och torpedens utveckling medförde också så stor ökning av stridsavståndet att rammens betydelse starkt minskades. Rammen var också till hinder vid gång med mycket hög fart samt representerade en avsevärd tyngd.
I början av 1900-talet var förstäven med ramm (den så kallade rammstäven) tillverkad i ett stycke av gjutstål. Den förbands mycket starkt till förskeppet samt stöddes mot intryckning och brytning dels av pansardäcket och närmaste undre däck, dels av bordläggningen, som var förstärkt, och eventuellt pansargördeln. Rammens spets placerades normalt så långt under vattenlinjen, att den vid stöt kunde tränga in under fiendens pansargördel. Det första svenska örlogsfartyget med rammstäv var pansarskeppet HMS Thule som sjösattes 1893. 
Under och första och andra världskriget rapporterades flera tillfällen då ytfartyg rammat ubåtar som befunnit sig i ytläge. Ubåtarnas stadiga konstruktion (som skulle motstå vattentrycket i undervattensläge) medförde dock hög risk för allvarliga skador på det angripande fartyget.